# Maxime Bernier
Maxime Bernier (ur. 18 stycznia 1963) – kanadyjski biznesmen, prawnik i polityk, obecnie służący jako poseł do Parlamentu Kanady z obwodu Beauce w prowincji Quebec, będąc czterokrotnie wybrany większością głosów.
W 2017 roku, startował w wyborach na lidera Konserwatywnej Partii Kanady, gdzie zajął drugie miejsce, zdobywając ponad 49% głosów w ostatniej rundzie, przegrywając na rzecz Andrew Scheera. 23 sierpnia 2018, przytaczając zbyt duże różnice między jego poglądami, a poglądami ówczesnego lidera partii, opuścił Partię Konserwatywną i ogłosił utworzenie własnej partii politycznej.